# Таборівська сільська рада (Баранівський район)
Таборівська сільська рада — колишня адміністративно-територіальна одиниця та орган місцевого самоврядування у Баранівському районі Волинської округи, Київської та Житомирської областей Української РСР з адміністративним центром у селі Табори.

## Населені пункти
Сільській раді на час ліквідації були підпорядковані населені пункти:
- с. Табори.

## Історія та адміністративний устрій
Створена 28 вересня 1925 року в с. Табори Кашперівської сільської ради Баранівського району Волинської округи.
Станом на 1 вересня 1946 року сільська рада входила до складу Баранівського району Житомирської області, на обліку в раді перебувало с. Табори.
Ліквідована 11 серпня 1954 року, відповідно до указу Президії Верховної ради Української РСР «Про укрупнення сільських рад по Житомирській області», територію ради та с. Табори приєднано до складу Йосипівської сільської ради Баранівського району Житомирської області.